# Fovu Club de Baham
El Fovu Club de Baham és un club de futbol camerunès de la ciutat de Baham.

## Palmarès
- Lliga camerunesa de futbol:[1]
  - 2000

- Copa camerunesa de futbol:[2]
  - 2001, 2010, 2023

- Supercopa camerunesa de futbol:
  - 2001